# Metaphycus paluster
Metaphycus paluster är en stekelart som först beskrevs av Sharkov och Voynovich 1988.  Metaphycus paluster ingår i släktet Metaphycus och familjen sköldlussteklar. Inga underarter finns listade i Catalogue of Life.